# ミルチカサラン
ミルチカサラン(Mirchi ka salan)は、インドの唐辛子とラッカセイのカレーである。ハイデラバード、テランガーナ州で、ダヒチャツネとともに、ハイダラーバーディー・ビリヤニに添えられる。主な材料は、緑唐辛子、ラッカセイ、ゴマ、乾燥ココナッツ、クミンシード、ショウガ、ガーリックペースト、ターメリックパウダー、ベイリーフ、濃厚なタマリンドジュース等である。
ミルチカサランは、結婚式や特別な機会のために作られる、伝統的なハイデラバード料理である。ライス（白飯か、ビリヤニのようにスパイシーな味付ごはん）またはチャパティとともに食べられる。唐辛子はスパイスと一緒に炒め、挽いたラッカセイと混ぜることで粒々の食感になる。
唐辛子の代わりに、トマトやナスを用いることもあり、各々tamatey ka salan、baigan ka salanと呼ばれる。